# Distretto di Kupwara
Il distretto di Kupwara è un distretto del Jammu e Kashmir, in India, di 640 013 abitanti. È situato nella divisione del Kashmir e il suo capoluogo è Kupwara.